# ザ・ホスト
『ザ・ホスト』（原題：The Host）は、ステファニー・メイヤー著のSF恋愛小説。原書は全1巻だが、小原亜美訳による日本語版は全3巻で、それぞれ「寄生」、「背信」、「別離」の副題がついた3部構成となっており、ソフトバンククリエイティブ社より刊行されている。

## シリーズ
原書版は全1巻、日本語版は全3巻。なお、単行本のタイトルは日本語版のもの。
- ザ・ホスト1 寄生
- ザ・ホスト2 背信
- ザ・ホスト3 別離

## ストーリー
人類はソウルと呼ばれる宇宙から飛来した侵略者に肉体を乗っ取られ、絶滅寸前だった。知的生命体の脳に寄生するソウルに対し、わずかに生き残った人類はレジスタンスとなって反攻の機会をうかがっていた。レジスタンスの少女、メラニーは奮闘むなしくシーカー(捜索者)と呼ばれる開拓地先の先住民狩りに従事するソウルに追い詰められ、仲間の身を守るために高所から身を投げて死を選んだ。しかしソウルによる治療によりメラニーの身体は再生させられる。肉体に残る記憶を引き出し、レジスタンス達の情報を得るためにワンダラー（彷徨する者）という名のソウルがメラニーの肉体に寄生した。ところが強い意志の持ち主であったメラニーの精神はワンダラーに寄生されたにもかかわらず消滅しなかった。メラニーの肉体はワンダラーとメラニーという2つの魂を宿らせることとなった。一方、千年の長きに渡り宇宙を放浪してきたワンダラーも、他のソウルとは異なっていた。他のソウルたちと同じで平穏を愛し暴力を嫌い、他のソウル達を全て愛していたがソウルの社会には自分の居場所を見つけられずにいた。肉親や恋人を思うメラニーの強い意思に打たれ、またそれに迎合したワンダラーは、ソウルの社会を離れメラニーの仲間の元へ向かうことを選んだ。しかしメラニーやワンダラーの気持ちとは裏腹に、レジスタンスの居住区で待ち受けていたのは困難の連続だった。メラニーの恋人、ジャレドはソウルに寄生されたメラニーを最早メラニーとは思っていなかった。ワンダラーを殺そうとするレジスタンス達。しかしメラニーの叔父や弟が2人を庇う。2人はメラニーの肉体の中にはワンダラー以外にもメラニーの精神が残っていると信じていたのだ。やがてワンダラーの優しく寛大で慈悲深い心持ちに触れたレジスタンス達は徐々に態度を和らげていく。その1人、イアンはワンダラーに想いを寄せ献身的に支えるようになる。メラニーに同調しジャレドを愛しく思っていたワンダラーだったが、次第にイアンと想いを通わせていく。だがメラニーはイアンを愛してはいなかった。ワンダラーはあくまで肉体に寄生しているだけ、本来の持ち主であるメラニーの意志を尊重すべきではないかと苦悩するワンダラー。またワンダラーは生活の中で、人間が残虐で征服されるのに値するという理解が間違っていたことを悟る。過ちを正し、肉体をメラニーに返すべきだと決心したワンダラーは、ソウルを殺さずに人類から取り出せば、人類をよみがえらせることができることとその方法をレジスタンスに伝え、自らは死を選ぶ。

## 登場人物

### 主要人物
ワンダラー/ワンダ Wanderer/Wanda
銀のリボンのような体で人間の首筋に入り込み、意識を乗っとる知的生命体「ソウル」。母星「オリジン」の出身で、他のソウルに比べて数多くの惑星を渡り、転生を繰り返してきたことから「彷徨する者(＝ワンダラー)」と呼ばれている。地球に渡った際、偶然にもメラニーに寄生することになる。
メラニー・ストライダー Melanie Stryder
本作の主人公。人類抵抗勢力の1人。逃亡の末、ワンダラーに寄生される。
ジャレド・ハウ Jared Howe
メラニーの恋人。
ジェブ・ストライダー Jeb Stryder
メラニーの叔父。人類抵抗勢力基地施設「コロニー」の創設者。
ジェイミー・ストライダー Jamie Stryder
メラニーの実弟。

### コロニーの人々
イアン・オシェイ Ian O'Shea
カイルの弟。
カイル・オシェイ Kyle O'Shea
イアンの兄。
先生 Doctor
コロニー内でただ1人の医師。シャロンとは恋人同士。
シャロン Sharon
メラニーの従姉妹でマギーの一人娘。他のコロニーの住人よりもソウルをひどく嫌悪している。先生とは恋人同士。
マギー/マグノリア Magnolia "Maggie"
シャロンの母。他のコロニーの住人よりもソウルをひどく嫌悪している。
トゥルーディ Trudy
白髪まじりで三つ編みをした女性。ジェフリーの妻。
ジェフリー Jeffrey
トゥルーディの夫。ヒースとは幼馴染。
ウェス Wes
黒髪の19歳の青年。リリーに片想いしている。
リリー Lily
黄褐色の肌をしている女性。フィラデルフィア出身。ウェスの想いには気づいていないようだ。
ウォルター Walter
白髪の男性。ひどく病弱で癌を患っている。
ペイジ Page
アンディの彼女。
アンディ Andy
ペイジの彼氏。
ヒース Heath
寡黙で口数も少なく、おとなしい性格。ジェフリーの幼馴染。
ルチナ Lucina
コロニーの住人。
トラヴィス Travis
コロニーの住人。
ルースアン Rusuan
コロニーの住人。
ハイディ Heidi
コロニーの住人。淡いブロンドの髪をしている。
ヴィオレッタ Violetta
コロニーの住人。
アーロン Aaron
コロニーの住人。
ジョディ/サニー Jodie/Sunny
カイルの恋人。ソウルたちに捕まってしまい、行方はおろか消息も不明。
ブラント Brant
コロニーの住人。
リード Reed
コロニーの住人。
キャロル Carroll
コロニーの住人。

### ソウルたち
ソウル The Souls
地球に侵略して来た寄生型知的生命体。銀白色に輝くリボン状の姿をしている。人間の首筋から人体に侵入し、精神・肉体を支配する。
元いた人間の支配前までの記憶はソウルに引き継がれ、人間の意識・精神は消滅してしまう。傍目からは人間かソウルかの判断がつかないが、基本的にソウルは正直者で穏やかで温厚な性格のため無性に優しい。ソウルに精神を抑制し支配された体は＜ボディ＞と呼ばれる。
捜索者（シーカー） The Seeker
ソウルの惑星支配促進のため派遣されている諜報偵察員。寄生したソウルから惑星に関する情報を聞き出し、自分たちに反抗する残党を追跡する。唯一ソウルの中で最もずるがしこく、騙したり嘘をつく。また、残党や反抗する者を捕獲・拉致する役割も担っているため、常に武装している。
治療者（ヒーラー） The Healer
ソウルの人体移植などを行う専門の医療技術者。
助言者（コンフォーター） The Comforter
支配した惑星での生活を円滑に行うためのカウンセラー。
ペタルズ・オープン・トゥ・ザ・ムーン（月にひらく花びら） Petals Open to the Moon "Pet"
愛称「ペット」。シアトル在住のソウルの少女。母クラウド・スピナー（雲を巻く者） Cloud spinnerの過保護ぶりに憔悴している。

## 映画化
『ザ・ホスト 美しき侵略者』 (The Host)
アンドリュー・ニコル監督、シアーシャ・ローナン主演で2013年3月29日公開。日本では2014年6月14日公開。